# Asako Tajimi
 (juillet 2025).
Si vous disposez d'ouvrages ou d'articles de référence ou si vous connaissez des sites web de qualité traitant du thème abordé ici, merci de compléter l'article en donnant les références utiles à sa vérifiabilité et en les liant à la section « Notes et références ».
Asako Tajimi (多治見 麻子, Tajimi Asako) est une ancienne joueuse japonaise de volley-ball, désormais entraîneur, née le 26 juin 1972 à Mitaka (Tōkyō). Elle mesure 1,80 m et jouait au poste de centrale. Elle a totalisė 287 sélections en équipe du Japon.

## Clubs
| Club                | De        | À         |
| ------------------- | --------- | --------- |
| Hitachi Belle Fille | 1991-1992 | 2000-2001 |
| Pioneer Red Wings   | 2001-2002 | 2010-2011 |
| Hitachi Rivale      | 2011-2012 | 2011-2012 |

## Palmarès

### Équipe nationale
- Championnat d'Asie et d'Océanie (1)
  - Vainqueur : 2007.
  - Finaliste : 1991, 1993.

### Clubs
- Championnat du Japon (2)
  - Vainqueur : 2004, 2006.
  - Finaliste : 2005.

### Distinctions individuelles
- World Grand Champions Cup féminine 1993: Meilleure contreuse.